# Spirembolus erratus
Spirembolus erratus är en spindelart som beskrevs av Alfred Frank Millidge 1980. Spirembolus erratus ingår i släktet Spirembolus och familjen täckvävarspindlar. Inga underarter finns listade i Catalogue of Life.